# Mailara Linga
Mailara Linga é das formas do deus hindu Shiva (Khandoba), é a principal divindade adorado pelos Kurubas, Uppaaras e outros hindus. Mailara Linga é também conhecido como Mallappa, Mallara, etc. Geralmente os sacerdotes de Mailara Linga são de comunidades Kurubas. Eles são Vaggaiahs, Goravayyalus que são dedicados a Mailara Linga e propagar a mitologia Janapada sobre Shiva para a população.